# Geophis nephodrymus
Geophis nephodrymus là một loài rắn trong họ Rắn nước. Loài này được Townsend & Wilson mô tả khoa học đầu tiên năm 2006.